# Monodelphis pinocchio
Monodelphis pinocchio — вид ссавців родини Didelphidae. Є ендеміком південно-східної Бразилії.

## Таксономія
Видовий епітет відноситься до вигаданої ляльки Піноккіо з «Пригод Піноккіо», натякаючи на збільшений рострум цього опосума, який нагадує витягнутий ніс Піноккіо.

## Опис
Це невеликий вид опосума. Він рівномірно коричневий по всьому тілу, з блідо-сірим животом.

## Поширення і середовище проживання
Він зустрічається в Атлантичному лісі на південному сході Бразилії, в штатах Сан-Паулу, Ріо-де-Жанейро, Мінас-Жерайс і Есперіту-Санту. Він обмежений гірськими місцями існування.